# Kuzunqışlaq
Kuzunqışlaq è un comune dell'Azerbaigian situato nel distretto di Qusar. Conta una popolazione di 1 052 abitanti.